# Stražnji nakrivni mišić
Stražnji nakrivni mišić (lat. musculus scalenus posterior)  je mišić lateralne strane vrata iz skupine nakrivnih mišića. Mišić inerviraju prednji ogranci 7. i 8. vratnog moždinskog živca (C7, C8) i ogranci lat. nervus dorsalis scapulae.

## Polazište i hvatište
Mišić polazi s poprečnih nastavka vratnih kralješaka (5. – 7.), ide prema dolje i hvate se na gornji rub drugog rebra.